# NSFW
NSFW (скорочено від Not suitable/safe for work, дослівний переклад українською: Небезпечно для роботи) — інтернет-сленг чи стенографія. Часто скорочення NSFW використовується в електронній пошті, відео та в інтерактивних формах спілкування (таких як вебфоруми, блоги чи сайти спільнот), щоб позначити адреси ресурсів чи гіперпосилання, що містять оголеність, порнографію чи ненормативну лексику, які глядачеві можливо не дуже хотілося б відкривати в публічному місці чи у формальній обстановці, наприклад на роботі.
Визначення чи сайт є NSFW часто суб'єктивне[джерело?] і створює перешкоди для тих, які вивчають сексуальність. Складнощі визначити це об'єктивно спричинили до розробки онлайнових інструментів, які можуть допомогти глядачам визначити чи вміст є NSFW.
NSFW має особливе значення для тих осіб, які використовують Інтернет для власних цілей на роботі чи у школі, де є політика, яка забороняє (навіть ненавмисний) доступ до сексуально-провокаційного вмісту.
28 листопада 2007 року Дрю Кертіс (англ. Drew Curtis), засновник Fark.com, подав заявку на реєстрацію фрази як знак для товарів та послуг, але заявку відхилили
Термін Safe For Work (укр. Безпечно для роботи, іноді вживається скорочення SFW) використовується для позначення матеріалів, які можуть мати сумнівний заголовок чи могли б містити NSFW вміст, але не є такими.

## Небезпечно для життя
За алюзією також використовується термін Not safe for life (укр. Небезпечно для життя, скорочення NSFL). Цим терміном позначають вміст, який може бути неприйнятним для глядача незважаючи на місце чи потенційних співглядачів, оскільки матеріал є страшним, огидним, образливим чи навіть тривожним для глядача. Зазвичай це стосується відтворення реальних сцен жорстокості. Багато таких сайтів як Reddit, відеоплатформ на кшталт LiveLeak та іміджбордів як 4chan мають власні підсайти, які присвячені чи дозволяють розміщувати такий вміст, але часто із вимогою позначати відповідні матеріали, що зазвичай здійснюється за допомогою скорочення NSFL.